# Ruine Spiegelberg (Wetzikon TG)
Die Ruine Spiegelberg ist die Ruine einer Spornburg südwestlich von Wetzikon TG in der Gemeinde Thundorf im Schweizer Kanton Thurgau.

## Lage
Die Ruine Spiegelberg liegt auf einem Geländesporn am Nordhang des Immenberg hoch über Weingarten im Lauchetal.

## Geschichte

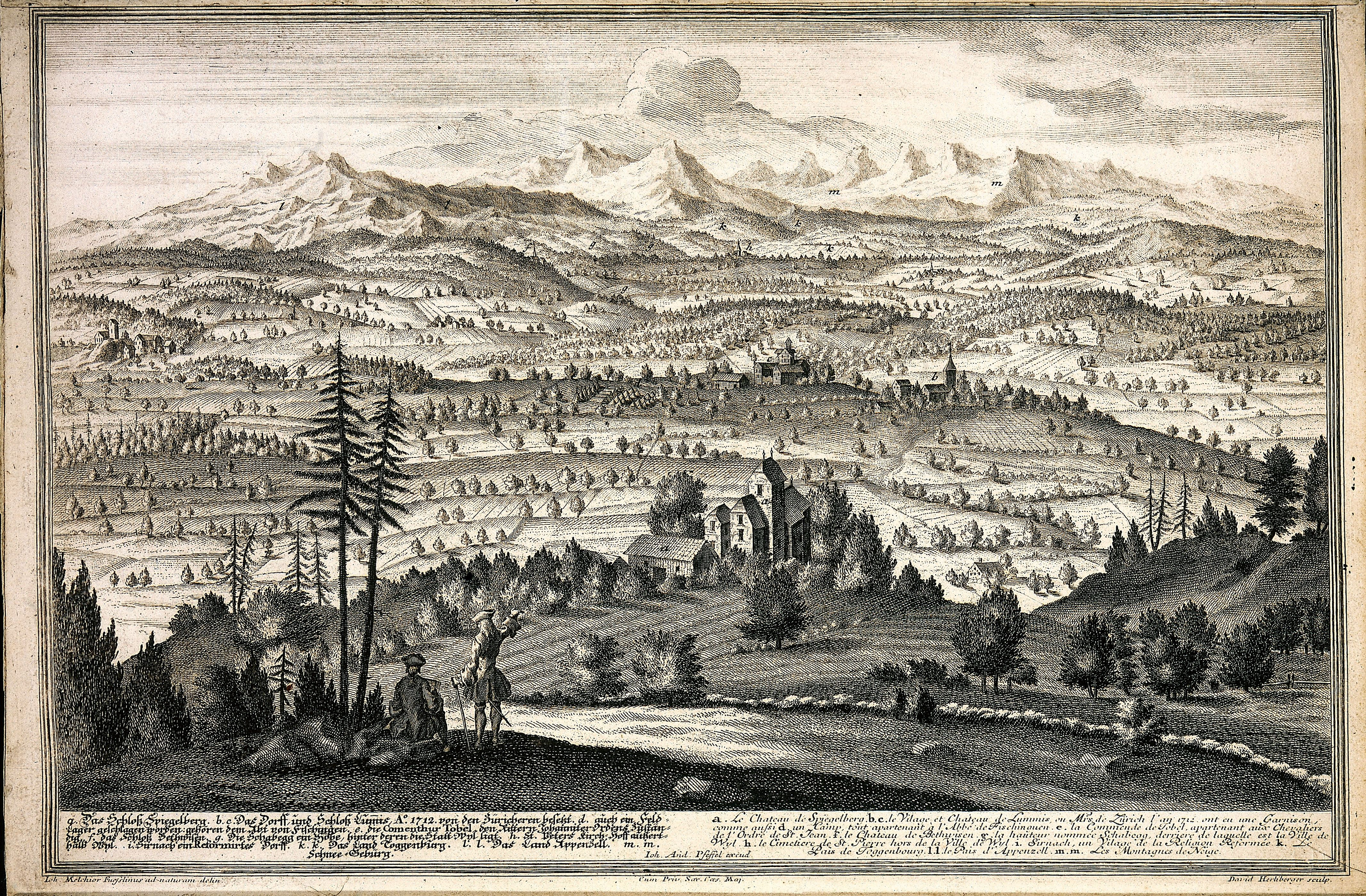
Schloss Spiegelberg, Kupferstich von David Herrliberger, 18. Jahrhundert

Die im 13. Jahrhundert erbaute Burg Spiegelberg war zunächst Stammsitz der Freiherren von Spiegelberg.
1376 kam sie an Graf Donath von Toggenburg und nach dessen Tod 1402 als Erbe an Wilhelm von Montfort. Von 1376 bis 1595 war Spiegelberg mit Wittenwil zu einer Herrschaft zusammengeschlossen,
vom späten 14. Jahrhundert bis um 1640 gehörte das Gericht Dotnacht zur Herrschaft Spiegelberg.
Nach der Zerstörung im Appenzellerkrieg 1407 wurde die Festung neu errichtet und kam 1436 durch Heirat an Markgraf Wilhelm von Hochberg-Rötelen, der auch Griesenberg besass. Kaiser Friedrich III. übertrug Hochberg im Alten Zürichkrieg den Oberbefehl der gegen die Eidgenossen kämpfenden österreichischen und zürcherischen Truppen. Am 23. April 1444 machten sich Wiler Söldner zusammen mit den in ihrer Stadt liegenden Schwyzern zum nächtlichen Sturm der Burgen Spiegelberg und Griesenberg auf.

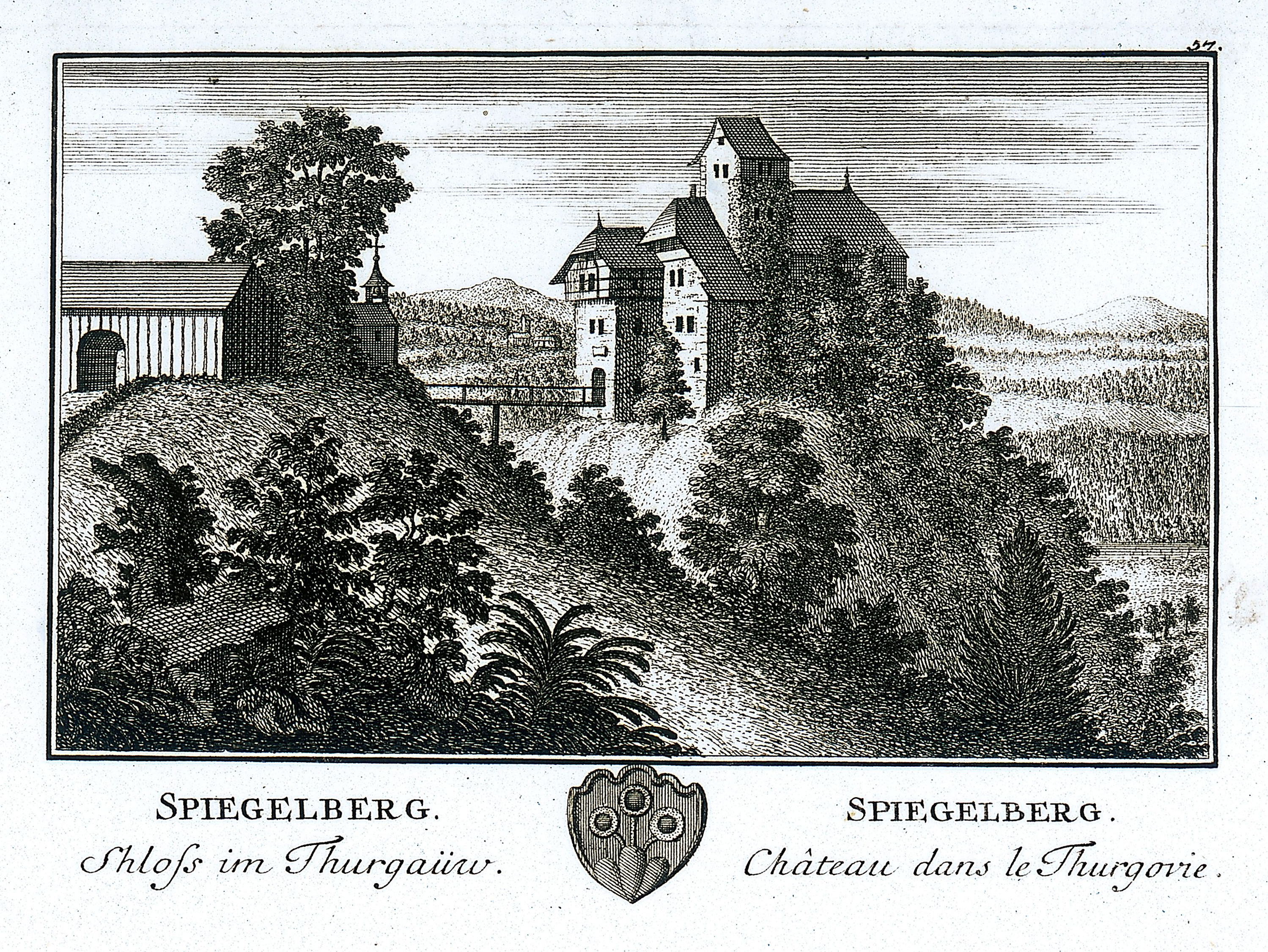
Kupferdruck von David Herrliberger, 1754

1464 kaufte Hans Muntprat die wiederaufgebaute Burg. Die neuen Besitzer nannten sich bereits um 1490 „Muntprat von Spiegelberg“.
1533 erlitt die Burg Feuerschaden wegen eines undichten Kamins. 1582 erwarb Wilhelm von Breitenlandenberg die Burg mitsamt der Kapelle. Damals umfasste die Herrschaft Spiegelberg die Dörfer Weingarten und Wetzikon sowie die Höfe
Blasenberg  und
Grüssi .

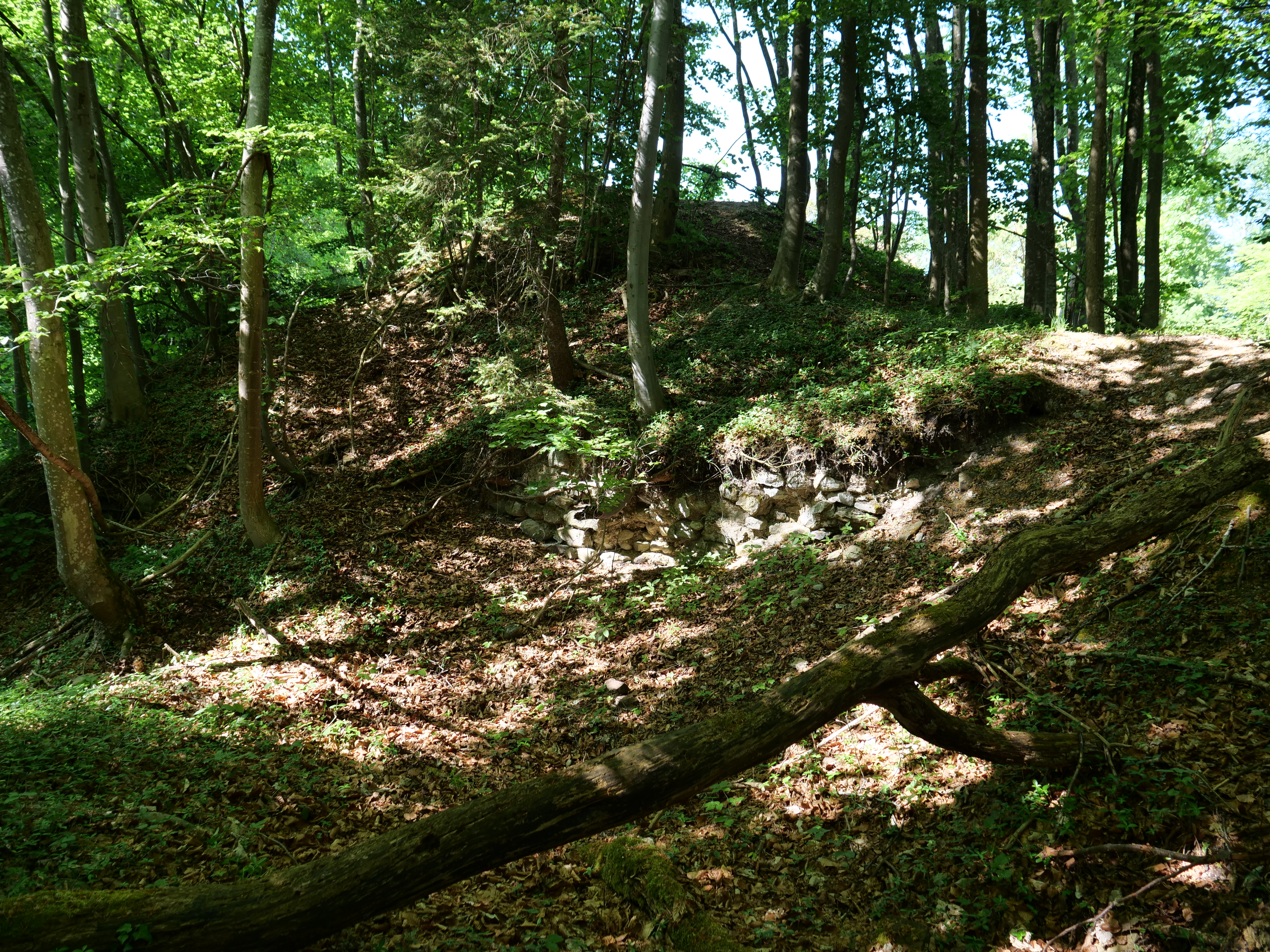
Überreste der Burg Spiegelberg

1629 kaufte das Kloster Fischingen Spiegelberg und konnte 1639 die Herrschaft von der konstanzisch-domstiftischen Lehenspflicht loslösen. Nun verwaltete der Fischinger Statthalter Spiegelberg und Lommis vom Schloss Lommis aus, und die Burg blieb unbewohnt. Nach 1759 ist die Burg zerfallen, und 1821 wurde sie mitsamt der Kapelle abgetragen.

## Beschreibung
Die Burg bestand aus dem Hauptturm mit einem Anbau, dem Hauptgebäude, einem weiteren Turm, zwei Kellern und einer Kornschütte. Jenseits des Burggrabens befanden sich die Kapelle, ein Stall und eine Scheune. Ein Vorhof umschloss ein Sommerhäuschen und einen Röhrenbrunnen.